# حوالة الخيرة
قرية الخيرة "الخبيرة سابقاً"، تقع في وادي الخيطان بتهامة في الجزء الجنوبي الشرقي لمحافظة بلجرشي وتتبع إداريا لمنطقة الباحة، وتقع على ارتفاع 700 متر فوق مستوى سطح البحر. تشتهر بالآثار والمباني التاريخية كالقرية الاثرية.

## المناخ
| المناخ في قرية حوالة الخيرة | المناخ في قرية حوالة الخيرة | المناخ في قرية حوالة الخيرة | المناخ في قرية حوالة الخيرة | المناخ في قرية حوالة الخيرة | المناخ في قرية حوالة الخيرة | المناخ في قرية حوالة الخيرة | المناخ في قرية حوالة الخيرة | المناخ في قرية حوالة الخيرة | المناخ في قرية حوالة الخيرة | المناخ في قرية حوالة الخيرة | المناخ في قرية حوالة الخيرة | المناخ في قرية حوالة الخيرة |
| درجة الحرارة                | درجة الحرارة                | درجة الحرارة                | درجة الحرارة                | درجة الحرارة                | درجة الحرارة                | درجة الحرارة                | درجة الحرارة                | درجة الحرارة                | درجة الحرارة                | درجة الحرارة                | درجة الحرارة                | درجة الحرارة                |
| شهر                         | يناير                       | فبراير                      | مارس                        | أبريل                       | مايو                        | يونيو                       | يوليو                       | اغسطس                       | سبتمبر                      | أكتوبر                      | نوفمبر                      | ديسمبر                      |
| --------------------------- | --------------------------- | --------------------------- | --------------------------- | --------------------------- | --------------------------- | --------------------------- | --------------------------- | --------------------------- | --------------------------- | --------------------------- | --------------------------- | --------------------------- |
| العظمى م°                   | 38.9                        | 39.7                        | 38.7                        | 38.7                        | 36.3                        | 35.1                        | 39.4                        | 34.3                        | 38.9                        | 37.6                        | 35.4                        | 32.7                        |
| الصغرى م°                   | 18.4                        | 19.5                        | 22.7                        | 25.1                        | 28.6                        | 31.7                        | 32.9                        | 32.9                        | 30.5                        | 25.5                        | 21.9                        | 19.1                        |